# James McBride
James McBride (Brooklyn, 11 settembre 1957) è uno scrittore, sceneggiatore e musicista statunitense, vincitore del National Book Award per la narrativa nel 2013 per The Good Lord Bird.

## Biografia
James McBride è nato a Brooklyn, New York, l'11 settembre 1957. Laureatosi a New York, studia composizione all'Oberlin College in Ohio e ottiene un Master in giornalismo alla Columbia University. Proprio nel giornalismo muove i primi passi, collaborando con celebri testate quali il Washington Post, il Boston Globe, il New York Times e il Rolling Stone. La celebrità arriva nel 1995, anno di uscita de Il colore dell'acqua, esordio autobiografico nel quale l'autore narra la sua difficile infanzia e che diventa un bestseller tradotto in più di venti paesi premiato con l'Anisfield-Wolf Book Award nella sezione saggistica. Nel 2002 dà alle stampe Miracolo a Sant'Anna, ispirato all'Eccidio di Sant'Anna di Stazzema che diverrà un film sei anni dopo per la regia di Spike Lee. Con il regista McBride tornerà a collaborare nel 2012, co-sceneggiando il dramma Red Hook Summer ambientato a Brooklyn. Nel 2013 arriva la definitiva consacrazione con The Good Lord Bird, romanzo narrante la vita del capitano abolizionista John Brown che viene insignito del National Book Award per la narrativa. Sassofonista tenore, parallelamente alla carriera di scrittore, McBride è anche un affermato musicista autore, tra gli altri, per Anita Baker, Gary Burton e Grover Washington Jr. e componente della Rock Bottom Remainders oltre che turnista per Little Jimmy Scott. Nel 2021 è stato insignito per a seconda volta dell'Anisfield-Wolf Book Award (questa volta nella sezione narrativa) con il romanzo Il diacono King Kong. Nel 2023 ha vinto il Kirkus Prize nella sezione "Narrativa" con il romanzo The Heaven & Earth Grocery Store.

## Opere
- Il colore dell'acqua (The Color of Water, 1995), Milano, Rizzoli, 1998 traduzione di Roberta Zuppert ISBN 88-17-86001-8.
- Miracolo a Sant'Anna (Miracle at St. Anna), Milano, Rizzoli, 2002 traduzione di Adria Tissoni ISBN 88-17-87024-2.
- Song Yet Sung (2008)
- The Good Lord Bird: la storia di John Brown (The Good Lord Bird, 2013), Roma, Fazi, 2021 traduzione di Silvia Castoldi ISBN 978-88-93258-05-0.
- Kill 'Em and Leave: Searching for James Brown and the American Soul (2016)
- Five-Carat Soul (2017)
- Il diacono King Kong (Deacon King Kong, 2020), Roma, Fazi, 2023 traduzione di Silvia Castoldi ISBN 9791259670274.
- L'Emporio del Cielo e della Terra (The Heaven & Earth Grocery Store, 2023), Roma, Fazi, 2024, traduzione di Silvia Castoldi ISBN 9791259676009

## Filmografia

### Sceneggiatore
- Miracolo a Sant'Anna (Miracle at St. Anna), regia di Spike Lee (2008)
- Red Hook Summer, regia di Spike Lee (2012)

## Adattamenti televisivi
- The Good Lord Bird - La storia di John Brown (The Good Lord Bird) miniserie TV creata da Ethan Hawke e Mark Richard (2020)